# Герб Швеції
Герб Швеції — Як визначено в Акті Швеції про національні герби 1982 року, Швеція має два національні герби — Великий і Малий.

## Опис

### Малий герб
Малий Герб, який використовують частіше, є синім щитом з трьома золотими коронами, дві вгорі, одна внизу. Зверху щит увінчує корона, іноді щит облямовує золотий ланцюг Ордена Серафима (Орден Серафима, заснований у 1748 році, є найпочеснішою нагородою у Швеції). Зображення трьох корон використовувалося як емблема Швеції приблизно з 1336 року, коли три корони були вже відомі як символ «Трьох мудрих королів». Згідно з іншою теорією, король Маґнус Ерікссон (1319-1364) затвердив емблему трьох корон як символ свого титулу — «Король Швеції, Норвегії та Сканії».

### Великий герб
Великий Герб — це герб монарха, який використовують в особливих випадках уряд і ріксдаг. Герб бере початок від 1440-х років, коли служив печаткою короля Карла Кнутссона Бонде і відколи почав використовуватися. Щит на цьому гербі поділений на чотири частини, на ньому зображені три корони і «лев Фолькунґів» (тобто герб королівської династії, яка правила у Швеції від 1250-го по 1364 рік). У центрі міститься герб нинішньої королівської династії. На початку 19 ст. цей герб ухвалив щойно обраний наступником шведського трону французький маршал Жан-Батист Бернадот, який почав правити як король Карл XIV Юган. Герб складається з «мантії Вази», уособлення королівської династії Ваза (1523–1654), мосту, що символізує князівство Понте-Корво в Італії (дароване Бернадотові імператором Наполеоном 1806 року), Наполеонового орла та семи зірок.

#### Сніп Вази
Вáзівський сніп (нім. Wasasche Garbe) – сніп чи фашина (в'язка хмизу), що знаходяться у гербі дворянського роду Ваза.
Із часу Густава І Вази (1523-1560) сніп зображався у серединному щиті гербу на багатьох монетах, наприклад на мідному ере Густава ІІ Адольфа (1611-1632), чи, як єдине зображення на гербовому щиті, наприклад на 1/4 ере, що чеканилась королевою Кристиною (1632-1654).
На сучасному гербі Швеції сніп Вази поміщений у розсіченому серединному щиті (з точки зору геральдики – у першій частині).

## Візуальна схема
| ↗                 | ↗                    | ↖                     | ↖ |
| Герб «Три корони» | Герб роду Фолькунгів | Герб роду Бернадоттів | Герб роду Бернадоттів |
|                   |                      | ↗                     | ↖ |
|                   |                      | Герб роду Ваза        | Початковий герб Жана Батіста Жюля Бернадота, князя де Понте Корво, маршала Франції (згодом короля Карла XIV Йоанна Шведського) |
|                   |                      |                       | ↑ Стандартний шаблон герба для можновладних князів від Наполеона I з Першої Французької Імперії.                               |
|                   |                      |                       | ↑ Наполеонівський орел |